# Friedrich Raimund Sachße
Friedrich Raimund Sachße (* 28. Juni 1817; † 14. Juni 1898 in Freiberg) war Jurist und Mitglied des Reichstags des Norddeutschen Bundes.

## Leben
Sachße besuchte das Gymnasium in Freiberg. Anschließend studierte er von 1835 bis 1837 und nach dem Consilium abeundi von Mai bis Dezember 1839 Rechtswissenschaften an der Universität Leipzig. 1836 wurde er Mitglied des Corps Saxonia Leipzig. Nach dem Studium war er von 1840 bis 1841 Aktuar beim Stadtgericht Freiberg, 1842 Protokollant beim Kreisamt und von 1843 bis 1845 Sekretär bei der Amtshauptmannschaft Freiberg. Von 1845 bis 1856 war er Patrimonial-Gerichtsverwalter und Advokat, danach bis 1874 I. Stadtrat und stellvertretender Bürgermeister in Freiberg, wobei er weiter als Rechtsanwalt tätig war.
Von 1857 bis 1874 war Sachße Abgeordneter der Zweiten Kammer des Sächsischen Landtags und von 1867 bis 1869 Mitglied des Reichstags des Norddeutschen Bundes für den Wahlkreis Königreich Sachsen 9 (Freiberg, Hainichen) und das Altliberale Zentrum. In dieser Eigenschaft gehörte er auch dem Zollparlament an. Über mehrere Jahrzehnte war er stellvertretender Vorsitzender und von 1890 bis 1892 Vorsitzender des Revierausschusses für das Freiberger Bergrevier.